# انجراف التربة
انجراف التربة هو أحد مظاهر التدهور البيئي للتربة. يحدث انجراف التربة نتيجة أحد عاملين رئيسيين من عوامل التعرية هما الماء والرياح. وتبعا لمسبب الانجراف يقسم انجراف التربة:
- الانجراف المائي: يحدث نتيجة هطول المطر على تربة عارية دون وجود أي نباتات تتمسك بحبيبات التربة أو بقايا نباتات تقي التربة من وقع سقوط حبيبات المطر. يحدث هذا النوع من الانجراف خاصة في المناطق المنحدرة.
- الانجراف الريحي: يحدث نتيجة هبوب الرياح على تربة عارية وملساء، مما يؤدي إلى تطاير وتناثر حبيبات التربة مع الهواء. يعد هذا النوع السبب الرئيسي لتدهور الأراضي في المناطق الجافة.

## انجراف التربة وتعريفها
من أهم عوامل التعدي على أحد عناصر البيئة البرية، هي التربة، انجراف هذه الأخيرة وتجريفها. والانجراف هو عملية طبيعية لا إرادية بها تتآكل التربة، أي الطبقة السطحية اللازمة لنمو النبات، بفعل العوامل المناخية كالمياه والرياح، وهذا الانجراف يهدد الحياة النباتية والحيوانية، حيث يحرم التربة من المواد العضوية والنتروجين والكالسيوم والبوتاسيوم والفوسفور وغيرها من العناصر الغذائية، التي لا تعوضها الأسمدة والمركبات الصناعية الكيميائية.
وإذا كانت المياه والرياح، هي من الأسباب المباشرة لانجراف التربة، إلا أن النشاط الإنساني يعد السبب غير المباشر والمساعد للانجراف المائي والريحي، فقيام الإنسان بإزالة الغطاء النباتي، والرعي الجائر لحيواناته، وحرثه للتربة في أوقات غير مناسبة تساعد على تمام الانجراف وترك الأرض جرداء.
أما التجريف فهو عملية إرادية يقوم بها لإنسان، ويتم فيها إزالة الطبقة السطحية أو العليا للتربة، وتحويلها إلى أغراض أخرى كصناعة الطوب والفخار و غيرها.
ويؤدي التجريف الجائر، إلى عدم قدرة الأرض على الإنبات، وإذا وصل التجريف إلى الطبقة التحتية، فهو يحول المساحة التي تم تجريفها إلى مستنقعات وبرك، فيدهور مستواها، وينخفض مستوى خصوبتها وصلاحيتها للزراعة.